# Kakas János (bányamérnök)
Kakas János (Császta, 1923. január 12. – 2017. november 6.) gyémántdiplomás magyar bányamérnök, bányaigazgató.

## Élete
Császtán született bányászcsalád sarjaként. Polgári iskoláit a második világháború kitörése miatt magánúton fejezte be. 1943-ban helyezkedett el először bányászként a mázai bányaüzemnél, ahol csillésként kezdett tevékenykedni. Később csapatcsillés, illetve segédvájár lett, 1947-ben pedig megszerezte a vájári minősítést, vájárrá avatása 1947 decemberének első vasárnapján, Szászváron történt.
1948-ban szakmai továbbképzést előkészítő tanfolyamra válogatták be, majd még abban az évben felvételt nyert a Miskolci Nehézipari Egyetem Budapestre kihelyezett Bányamérnöki Karának Bányaművelési Szakára. 1950-ben Szászváron kötött házasságot, 1952-ben pedig megszerezte bányamérnöki oklevelét – szakdolgozatának témája egy bánya üzembeállításának, és a termelés megindításának megtervezése volt, megadott szénvagyon és geológiai paraméterek ismeretében Ekkor már egy éve a Dorogi Szénbányák Műszaki Osztályának dolgozója volt, ahonnan 1952 májusában a pilisszentiváni bányaüzemhez helyezték át, 1953-ban pedig a pilisszentiváni székhelyű Pilisi Szénbányák Vállalat igazgatójának nevezték ki.
Életének összesen 18 évét töltötte a vállalatnál, már kezdettől közép-, majd felsővezetőként, 4 évet – nem egyhuzamban – igazgatói, 14 évet pedig főmérnöki beosztásban. Ő volt a pilisszentiváni bányák utolsó igazgatója is, a bányaüzemek 1970. március 31-i, teljes bezárásáig. Munkáját az önfegyelem és fáradhatatlanság jellemezte, kőkemény szigorral, de emberségesen irányította a rá bízott bányákat. A politikát mindig igyekezett távol tartani a munkától, s ha népszerűtlen feladatokat kellett elvégeznie, akkor is magára vállalta végrehajtásukat, ha amúgy beosztottaira is rálőcsölhette volna azt. Szakmai érdemei közé tartozik, hogy utasításait mindig írásba adta, és ugyanezt követelte meg a vállalati hierarchia alsóbb szintjein is. Következetes munkájának köszönhetően a pilisi szénbánya az ország talán legfegyelmezettebb munkarendű, legbiztonságosabb és legjobban szervezett bányaüzemévé vált.
1966 és 1970 között a Pest Megyei Tanács tagja is volt. Nyugdíjazása után sokat tett a pilisi bányászat emlékeinek felkutatásáért és megőrzéséért, 2004-ben könyvet is megjelentetett A pilisszentiváni szénbányászat története címmel; ez azóta is első számú forrásanyaga a téma kutatóinak. 2012 májusában vette át gyémántdiplomáját a miskolci egyetemen.
2017. november 6-án hunyt el, életének 95. évében; utolsó útjára 2017. november 11-én kísérték a pilisszentiváni temetőben.

## Elismerései
- Magyar Népköztársaság Érdemérem (1954)
- A Bányászat Kiváló Dolgozója (1954, 1967, 1969, 1973, 1983)
- Kiváló Újító (1958, 1973)
- Szocialista Munkáért Érdemérem (1963)
- Bányász Szolgálati Érdemérem ezüst (1970) és arany (1975) fokozata